# Linn (Argòvia)
Linn és un antic municipi del cantó d'Argòvia (Suïssa), situat al districte de Brugg. L'1 de gener de 2013 els municipis de  Gallenkirch, Linn, Oberbözberg i Unterbözberg es van unir per formar el nou municipi de Bözberg.

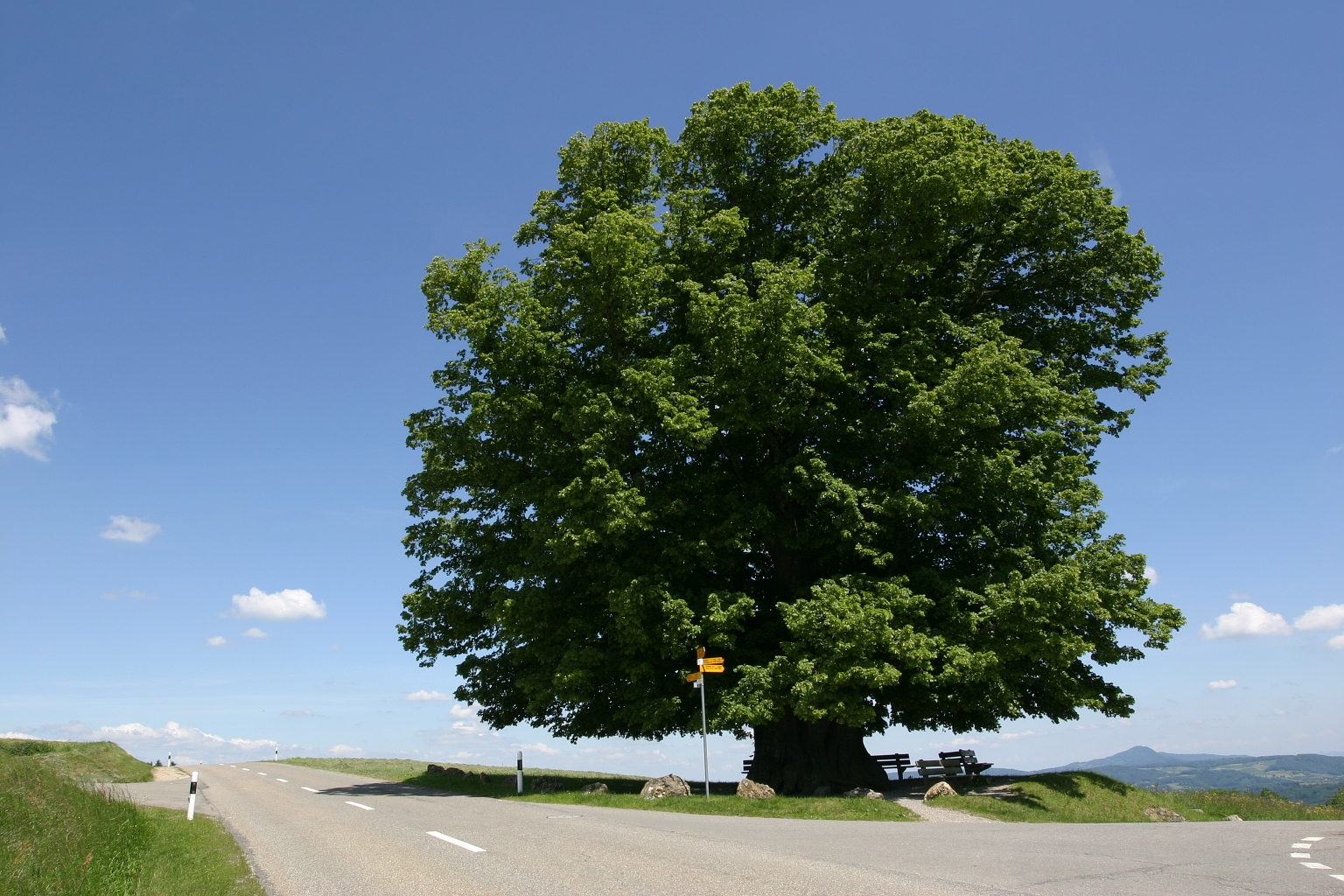
El til·ler que dona nom a la població (Linde)